# Acolastus hebraeus
Acolastus hebraeus es un coleóptero de la familia Chrysomelidae.
Fue descrita científicamente por primera vez en 1913 por Sahlberg.